# Thái Bình (xã)
Thái Bình là một xã thuộc tỉnh Lạng Sơn, Việt Nam.

## Địa lý
Xã Thái Bình có vị trí địa lý: 
- Phía bắc giáp xã Đình Lập
- Phía nam giáp xã An Lạc, xã Biên Sơn, xã Đại Sơn và xã Vân Sơn của tỉnh Bắc Ninh
- Phía đông giáp xã Châu Sơn và Kỳ Thượng của tỉnh Quảng Ninh
- Phía tây giáp xã Xuân Dương.

Xã Thái Bình có diện tích 305,25 km², dân số năm 2024 là 8.346 người, mật độ dân số đạt 27 người/km².

## Lịch sử
Ngày 1 tháng 7 năm 2025, Ủy ban Thường vụ Quốc hội ban hành Nghị quyết số 1672/NQ-UBTVQH15 về việc sắp xếp các đơn vị hành chính cấp xã của tỉnh Lạng Sơn năm 2025. Theo đó,Sắp xếp toàn bộ diện tích tự nhiên, quy mô dân số của 41. Sắp xếp toàn bộ diện tích tự nhiên, quy mô dân số của thị trấn Nông Trường Thái Bình, xã Lâm Ca và xã Thái Bình thành xã mới có tên gọi là xã Thái Bình.